# Land van Hoboken

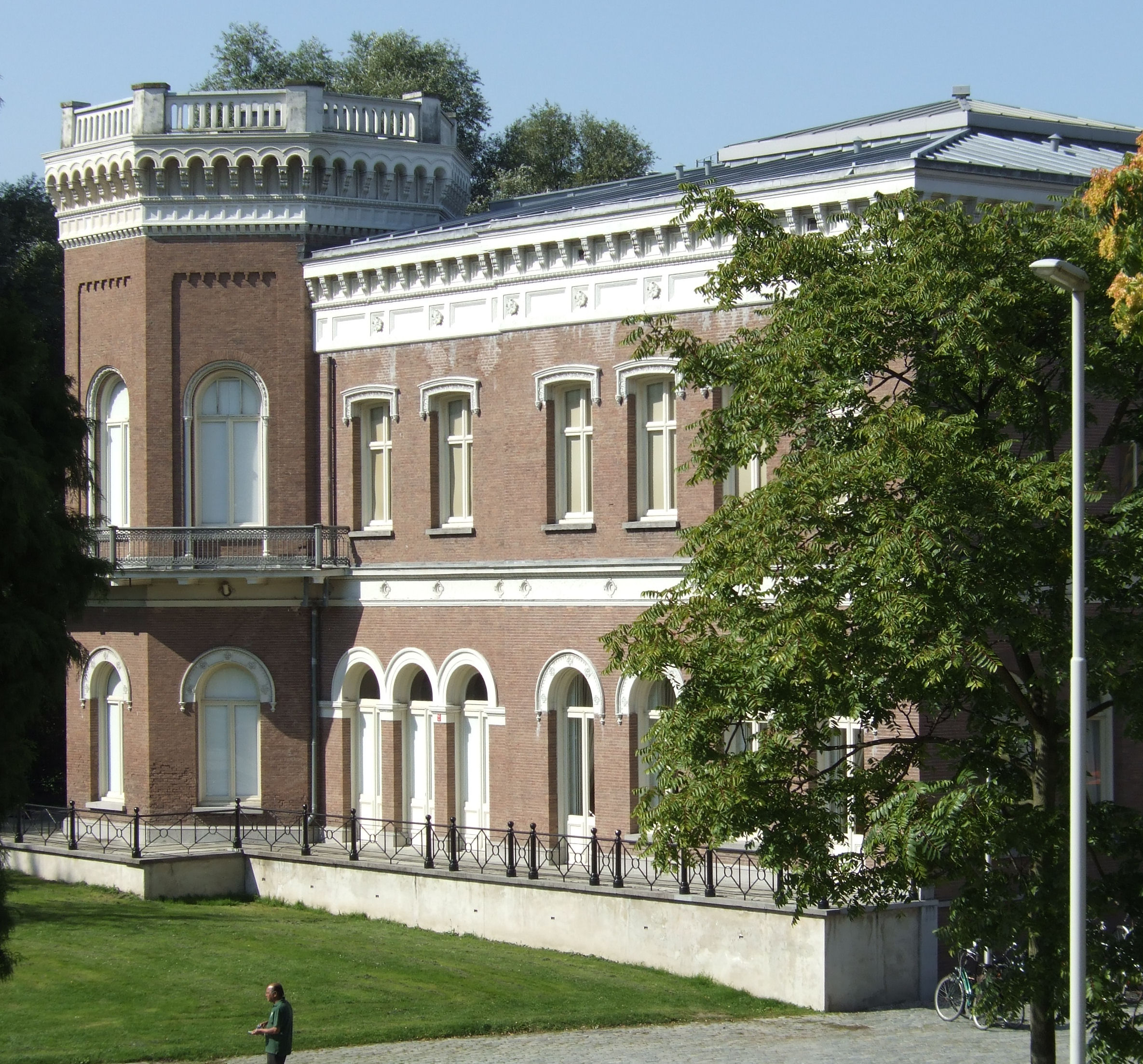
Villa van de familie Van Hoboken, het huidige Natuurhistorisch Museum

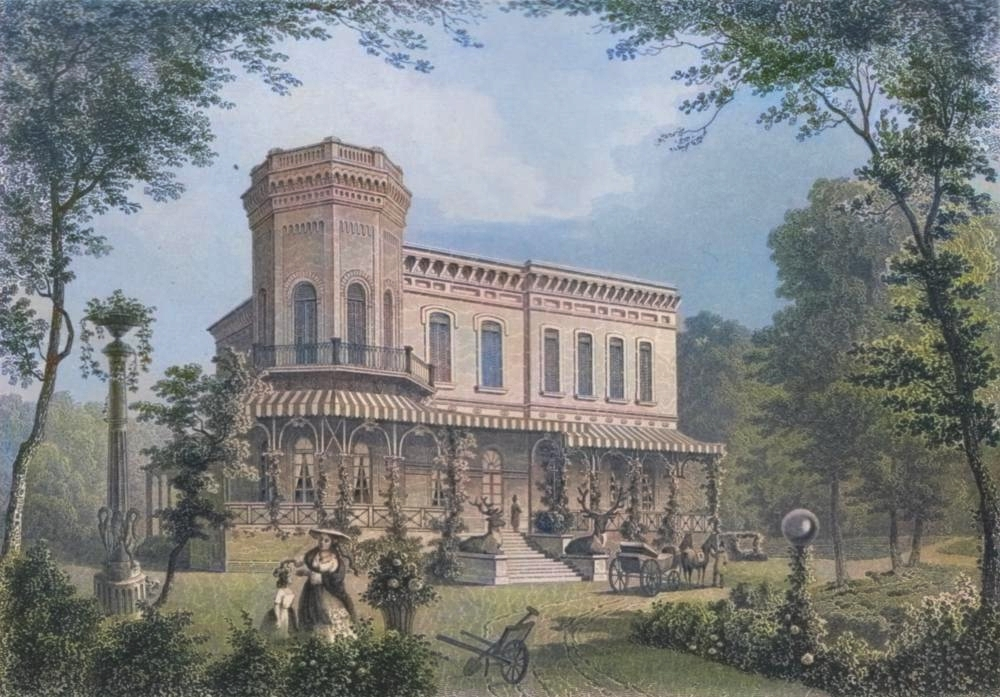
Villa Hoboken ca. 1850

Het Land van Hoboken in Rotterdam, was een landgoed dat vanaf de 19e eeuw tot 1924 eigendom was van de redersfamilie Van Hoboken. Het landgoed lag in de Coolsche polder tussen de Nieuwe Binnenweg, de Westersingel, de Westzeedijk en de Coolhaven en besloeg 56 ha.

## Geschiedenis
Aan de Westzeedijk verrees in 1851-1852 Villa Dijkzigt als woonhuis voor de familie Van Hoboken. Dit gebouw is tegenwoordig een Rijksmonument. In dit gebouw is het Natuurhistorisch Museum gevestigd. Villa Dijkzigt was – naast de eveneens door J.F. Metzelaar ontworpen boerderij op het landgoed – de enige bebouwing in het verder lege weidegebied.

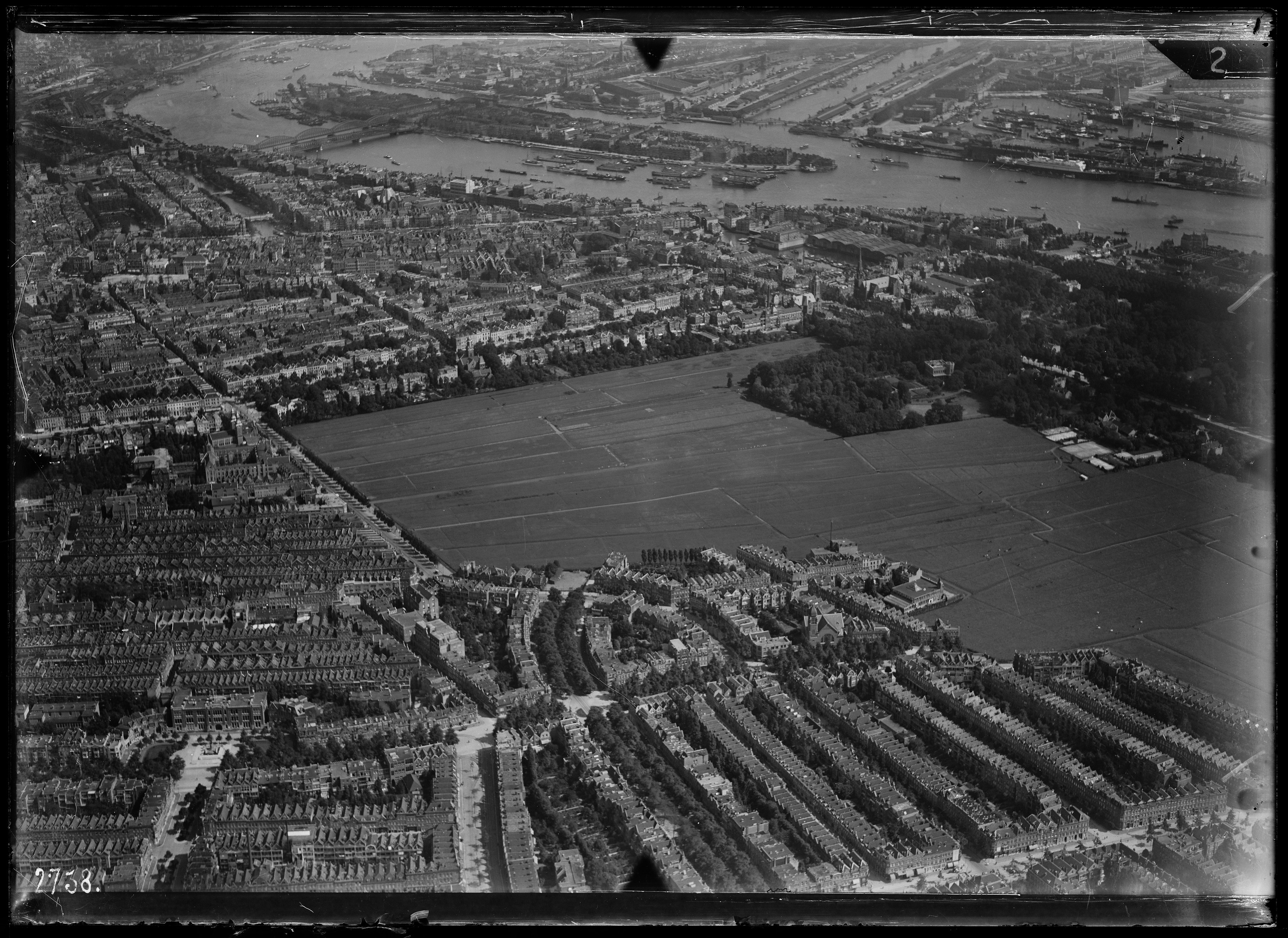
Op deze luchtfoto uit de jaren twintig is het Land van Hoboken duidelijk te zien tussen de omliggende dichte bebouwing

Toen het gebied in 1924 in handen kwam van de gemeente Rotterdam maakte stadsarchitect Witteveen een stedenbouwkundig plan voor het gebied met woningbouw ten noorden van de Rochussenstraat en kantoren, musea en een park ten zuiden van de Rochussenstraat. Hier verrezen tot 1940 onder meer het Museum Boijmans Van Beuningen, het Unilever-gebouw (tegenwoordig hoofdvestiging van de Hogeschool Rotterdam) en het Erasmiaans Gymnasium.

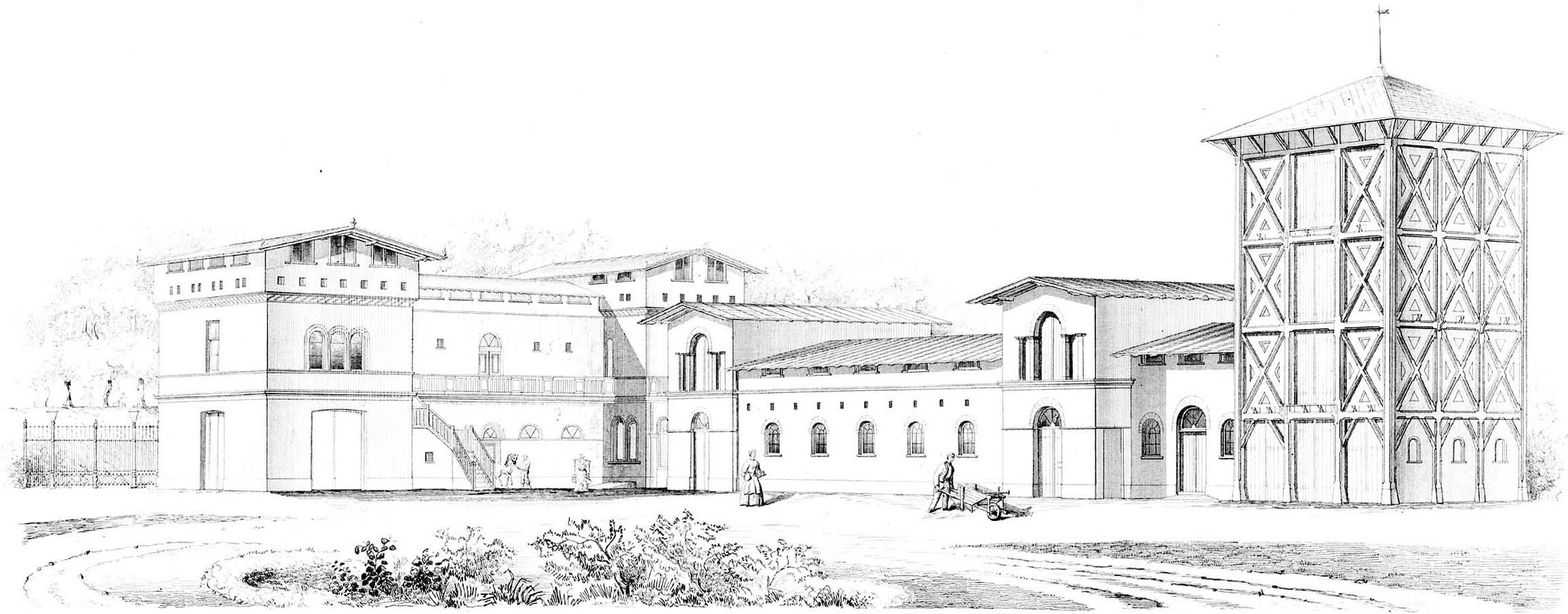
J.F. Metzelaar (architect). Boerderij van J. van Hoboken van Cortgene.

Na de oorlog is in 1950 op het toen nog grotendeels lege gebied de tentoonstelling Rotterdam Ahoy' gehouden. Deze tentoonstelling vormde de basis voor het huidige Ahoy-complex op het Zuidplein. In 1960 kwam het eerste deel van het Dijkzigtziekenhuis gereed. Tegenwoordig wordt zo'n driekwart van het gebied in beslag genomen door het Erasmus MC, de voortzetting van het Dijkzigtziekenhuis.
Met het gereedkomen van de Kunsthal in 1992 en het Nederlands Architectuurinstituut in 1993 werd de museumfunctie van het gebied versterkt.

## Trivia
In 2021 werd door Perry Boomsluiter en Eelco Romeijn een documentaire gemaakt over het gebied.